# Jolien Van Brempt
Jolien Van Brempt (5 juli 1989) is een Belgische voormalige atlete, die gespecialiseerd was in het hink-stap-springen en het hordelopen. Zij veroverde acht Belgische titels.

## Biografie
Van Brempt veroverde in 2006 de Belgische indoortitel in het hink-stap-springen. Ook outdoor werd ze Belgisch kampioene. Ook het jaar nadien werd ze tweemaal kampioene. In 2008 veroverde ze een derde indoortitel en in 2009 en 2011 nog twee outdoortitels. In 2010 werd ze ook Belgisch kampioene op de 400 meter horden.
Van Brempt was aangesloten bij AC Break.

## Belgische kampioenschappen
Outdoor
| Onderdeel          | Jaar                   |
| ------------------ | ---------------------- |
| 400 m horden       | 2010                   |
| hink-stap-springen | 2006, 2007, 2009, 2011 |

Indoor
| Onderdeel          | Jaar             |
| ------------------ | ---------------- |
| hink-stap-springen | 2006, 2007, 2008 |

## Persoonlijke records
Outdoor
| Onderdeel          | Prestatie | Wind     | Datum            | Plaats   |
| ------------------ | --------- | -------- | ---------------- | -------- |
| 400 m horden       | 59,40 s   |          | 2 augustus 2009  | Oordegem |
| hink-stap-springen | 12,95 m   | +1,8 m/s | 28 augustus 2010 | Merksem  |

Indoor
| Onderdeel          | Prestatie | Datum            | Plaats |
| ------------------ | --------- | ---------------- | ------ |
| hink-stap-springen | 12,81 m   | 17 februari 2008 | Gent   |

## Palmares

### 400 m horden
- 2009:  BK AC – 59,40 s
- 2010:  BK AC – 60,07 s
- 2011:  BK AC – 60,50 s

### hink-stap-springen
- 2005:  BK indoor AC – 11,86 m
- 2005:  BK AC – 12,01 m
- 2006:  BK indoor AC – 12,05 m
- 2006:  BK AC – 12,34 m
- 2007:  BK indoor AC – 12,11 m
- 2007:  BK AC – 12,48 m
- 2008:  BK indoor AC – 12,81 m
- 2009:  BK indoor AC – 12,18 m
- 2009:  BK AC – 12,91 m
- 2011:  BK AC – 12,17 m
- 2012:  BK AC – 12,51 m

### vijfkamp
- 2009:  BK indoor – 3391 p